# Altenkunstadt
Altenkunstadt is een gemeente in de Duitse deelstaat Beieren, en maakt deel uit van het Landkreis Lichtenfels.
Altenkunstadt telt 5.454 inwoners.
Altenkunstadt ligt aan de linkeroever van de Main; aan de overkant ligt de buurgemeente Burgkunstadt.
In Altenkunstadt bevindt zich de brouwerij Brauhaus Leikeim.
Altenkunstadt ·
Bad Staffelstein ·
Burgkunstadt ·
Ebensfeld ·
Hochstadt am Main ·
Lichtenfels ·
Marktgraitz ·
Marktzeuln ·
Michelau in Oberfranken ·
Redwitz an der Rodach ·
Weismain